# Die Linke im Europäischen Parlament – GUE/NGL/10. Legislaturperiode
Die folgende Liste enthält die Mitglieder der Fraktion Die Linke im Europäischen Parlament – GUE/NGL in der 10. Legislaturperiode von 2024 bis 2029. Bei ihrer Konstituierung nach der Europawahl 2024 hatte die Fraktion 46 Mitglieder. Ausgeschiedene Mitglieder sind kursiv gesetzt.
| Land         | Nationale(s) Partei/Bündnis                                                                | Europapartei | Anzahl MdEP | Mitglieder |
| ------------ | ------------------------------------------------------------------------------------------ | ------------ | ----------- | --- |
| Belgien      | Partij van de Arbeid van België / Parti du Travail de Belgique (Partei der Arbeit Belgien) | EL (I)       | 2/22        | Marc Botenga, Rudi Kennes |
| Dänemark     | Enhedslisten – de rød-grønne (Einheitsliste – die Rot-Grünen)                              | AEL          | 1/17        | Per Clausen |
| Deutschland  | Die Linke                                                                                  | EL           | 2/96        | Özlem Demirel-Böhlke, Martin Schirdewan |
| Deutschland  | –                                                                                          | –            | 1/96        | Carola Rackete |
| Deutschland  | Partei Mensch Umwelt Tierschutz                                                            | EL (I)/APEU  | 1/96        | Sebastian Everding |
| Finnland     | Vasemmistoliitto (Linksbündnis)                                                            | AEL          | 3/15        | Li Andersson, Merja Kyllönen, Jussi Saramo                                                                                                   |
| Frankreich   | La France insoumise (Unbeugsames Frankreich)                                               | AEL          | 9/81        | Manon Aubry, Damien Carême, Leïla Chaibi, Emma Fourreau, Rima Hassan, Marina Mesure, Younous Omarjee, Arash Saeidi, Anthony Smith            |
| Griechenland | SYRIZA – Enotiko Kinoniko Metopo (SYRIZA – Vereinte Soziale Front)                         | EL           | 4/21        | Konstantinos Arvanitis, Nikolas Farandouris, Elena Kountoura, Nikos Pappas                                                                   |
| Irland       | Sinn Féin (Wir selbst)                                                                     | EL (I)       | 2/14        | Lynn Boylan, Kathleen Funchion |
| Irland       | –                                                                                          | EL (I)       | 1/14        | Luke Flanagan |
| Italien      | Movimento 5 Stelle (Fünf-Sterne-Bewegung)                                                  | –            | 8/76        | Giuseppe Antoci, Mario Furore, Carolina Morace, Valentina Palmisano, Gaetano Pedullà, Dario Tamburrano, Pasquale Tridico, Danilo Della Valle |
| Italien      | Alleanza Verdi e Sinistra (Allianz der Linken und Grünen)                                  | –            | 2/76        | Ilaria Salis |
| Italien      | Alleanza Verdi e Sinistra (Allianz der Linken und Grünen)                                  | EL (I)       | 2/76        | Mimmo Lucano |
| Niederlande  | Partij voor de Dieren (Partei für die Tiere)                                               | APEU         | 1/31        | Anja Hazekamp |
| Portugal     | Bloco de Esquerda (Linksblock)                                                             | AEL          | 1/21        | Catarina Martins |
| Portugal     | Partido Comunista Português (Portugiesische Kommunistische Partei)                         | –            | 1/21        | João Oliveira |
| Schweden     | Vänsterpartiet (Linkspartei)                                                               | AEL          | 2/21        | Hanna Gedin, Jonas Sjöstedt |
| Spanien      | Podemos (Wir können)                                                                       | AEL          | 2/61        | Irene Montero, Isabel Serra |
| Spanien      | Movimiento Sumar                                                                           | EL (I)       | 1/61        | Estrella Galán |
| Spanien      | EH Bildu (Baskenland versammelt)                                                           | AEL          | 1/61        | Pernando Barrena |
| Zypern       | Anorthotiko Komma Ergazomenou Laou (Fortschrittspartei des werktätigen Volkes)             | EL (I)       | 1/6         | Giorgos Georgiou |
| Gesamt       | Gesamt                                                                                     | Gesamt       | 46/720      | |

Mitglieder der Allianz der Europäischen Linken (19)
Mitglieder der Europäischen Linken (15)
Mitglieder von Animal Politics EU (2)
Parteiunabhängige Mitglieder (11)
(I) Abgeordnete sind individuelle Mitglieder